# Bart Wellens
Bart Wellens (Herentals, província d'Anvers, 10 d'agost de 1978) és un ciclista belga que va ser professional del 1999 al 2015. S'especialitzà en el ciclocròs on aconseguí dos Campionats del món en categoria elit i dos més en categoria sub-23.

## Palmarès en ciclocròs
- 1998-1999
  -  Campió del món sub-23 en ciclocròs
- 1999-2000
  -  Campió del món sub-23 en ciclocròs
- 2002-2003
  -  Campió del món en ciclocròs
  - 1r a la Copa del món en ciclocròs
- 2003-2004
  -  Campió del món en ciclocròs
  -  Campió de Bèlgica en ciclocròs
  - 1r al Superprestige
  - 1r al Trofeu GvA
- 2005-2006
  - 1r al Ciclocròs d'Igorre
- 2006-2007
  -  Campió de Bèlgica en ciclocròs

## Palmarès en ruta
- 2002
  - Vencedor d'una etapa a la Volta al Brabant flamenc
  - Vencedor d'una etapa al Tour Nivernais Morvan
- 2005
  - Vencedor d'una etapa a la Volta a la Província de Lieja
- 2008
  - Vencedor d'una etapa a la Volta a Lleida